# Риджлі (Теннессі)
Риджлі (англ. Ridgely) — місто (англ. town) в США, в окрузі Лейк штату Теннессі. Населення — 1690 осіб (2020).

## Географія
Риджлі розташоване за координатами 36°15′41″ пн. ш. 89°28′49″ зх. д. / 36.26139° пн. ш. 89.48028° зх. д. (36.261404, -89.480206).  За даними Бюро перепису населення США в 2010 році місто мало площу 4,44 км², уся площа — суходіл.

## Демографія
Згідно з переписом 2010 року, у місті мешкало 1795 осіб у 719 домогосподарствах у складі 461 родини. Густота населення становила 405 осіб/км².  Було 785 помешкань (177/км²).
Расовий склад населення:
| - 80,9 % — білих - 16,9 % — чорних або афроамериканців - 0,3 % — корінних американців - 0,2 % — азіатів |

До двох чи більше рас належало 1,5 %. Частка іспаномовних становила 1,7 % від усіх жителів.
За віковим діапазоном населення розподілялося таким чином: 25,3 % — особи молодші 18 років, 55,1 % — особи у віці 18—64 років, 19,6 % — особи у віці 65 років та старші. Медіана віку мешканця становила 40,8 року. На 100 осіб жіночої статі у місті припадало 89,9 чоловіків;  на 100 жінок у віці від 18 років та старших — 78,2 чоловіків також старших 18 років.
Середній дохід на одне домашнє господарство  становив 40 834 долари США (медіана — 28 534), а середній дохід на одну сім'ю — 47 532 долари (медіана — 37 105). За межею бідності перебувало 31,5 % осіб, у тому числі 38,8 % дітей у віці до 18 років та 33,6 % осіб у віці 65 років та старших.
Цивільне працевлаштоване населення становило 553 особи. Основні галузі зайнятості: освіта, охорона здоров'я та соціальна допомога — 26,8 %, виробництво — 15,4 %, роздрібна торгівля — 13,4 %.